# Joaquim Cipião
Joaquim Cipião de Albuquerque Maranhão  (conhecido como Joaquim Cipião e também sendo grafado como Joaquim Scipião) foi um maestro, compositor, violinista, professor de música e solista da orquestra do Teatro Carlos Gomes (atual Teatro Alberto Maranhão) na cidade de Natal, estado do Rio Grande do Norte, do qual foi também seu primeiro diretor. Além de musicar, escreveu e encenou várias peças, dentre as quais se destacam: "Canela de Ferro" (revista, 1916); "Mundo, Diabo e Carne" (comédia, 1917); "Jerimum? ...Não há! (1917); e "Pronto".
A revista "Canela de Ferro" foi encenada no Teatro Carlos Gomes, no dia 26 de fevereiro 1916.
A comédia "Mundo, Diabo e Carne", "Jerimum? ...Não há!" e "Pronto" foram encenadas pelo Ginásio Dramático, no mesmo teatro, no dia 11 de fevereiro de 1917. Foram reprisadas, juntamente com "Pronto" (em benefício da atriz Joana Pereira), em 16 de fevereiro.

## Família
Joaquim Cipião foi um dos quatorze filhos do pernambucano Amaro Barreto de Albuquerque Maranhão (1827-1896) e da paraibana Feliciana Maria da Silva de Albuquerque Maranhão (1832-1893). Entre seus irmãos mais notáveis, destacaram-se Alberto Maranhão, Augusto Severo e Pedro Velho. Foi irmão do também músico e flautista Adelino Maranhão. Joaquim Cipião foi irmão gêmeo de Luís Carlos Maranhão.

## Principais trabalhos
- "Canela de Ferro" (revista, 1916)
- "Mundo, Diabo e Carne" (comédia, 1917)
- "Jerimum? ...Não há! (1917)
- "Pronto"